# Limnonectes phuyenensis
Limnonectes phuyenensis — вид жаб родини Dicroglossidae. Описаний у 2020 році.

## Поширення
Ендемік В'єтнаму. Поширений в провінції Фуєн на південному сході країни.

## Опис
Самці сягають 5-7,8 см завдовжки, самиці — 4,1-6,2 см. Спинна поверхня горбиста, жовтувато-коричнева з темно-коричневими відмітками. Черевна поверхня біла з коричневими позначками. Голова трохи ширша, ніж довга. Зовнішні голосові мішки відсутні. Тимпан невидимий.